# Курак, Адам Михайлович
Ада́м Миха́йлович Кура́к (род. 27 июня 1985, Енисейск, Красноярский край) — российский борец классического стиля (греко-римского стиля), двукратный чемпион Европы, призёр чемпионата мира, двукратный чемпион и призёр чемпионатов мира среди военнослужащих, неоднократный чемпион и призёр чемпионатов России. Заслуженный мастер спорта России.

## Биография
Адам Курак живёт в Красноярске, тренируется у С. В. Ситникова и выступает за Красноярский край.
В 2011 году на международном турнире Ивана Поддубного завоевал бронзу. В 2013 году в Тбилиси на чемпионате Европы стал вторым, уступив лишь венгру Тамашу Лоринцу. В 2014 году на чемпионате Европы стал чемпионом. В 2017 году на чемпионате мира среди военнослужащих стал чемпионом. В 2018 году на международном турнире Ивана Поддубного завоевал золото. В 2018 году в Каспийске на чемпионате Европы стал чемпионом. В 2018 году на чемпионате мира среди военнослужащих стал чемпионом.

## Личная жизнь
Его отец по национальности — белорус, мать — русская.

## Спортивные результаты
- Чемпионат России по греко-римской борьбе 2009 — ;
- Чемпионат России по греко-римской борьбе 2010 — ;
- Чемпионат России по греко-римской борьбе 2011 — ;
- Чемпионат России по греко-римской борьбе 2012 — ;
- Чемпионат Европы по борьбе 2013 — ;
- Чемпионат Европы по борьбе 2014 — ;
- Чемпионат России по греко-римской борьбе 2015 — ;
- Чемпионат мира по борьбе 2015 — ;
- Чемпионат России по греко-римской борьбе 2016 — ;
- Чемпионат России по греко-римской борьбе 2017 — ;
- Чемпионат Европы по борьбе 2018 — ;
- Чемпионат России по греко-римской борьбе 2019 — ;
- Чемпионат России по греко-римской борьбе 2020 — ;
- Чемпионат России по греко-римской борьбе 2021 — ;
- Чемпионат России по греко-римской борьбе 2022 — ;